# Astyanax venezuelae
Astyanax venezuelae är en fiskart som beskrevs av Schultz, 1944. Astyanax venezuelae ingår i släktet Astyanax och familjen Characidae. Inga underarter finns listade.